# 追星

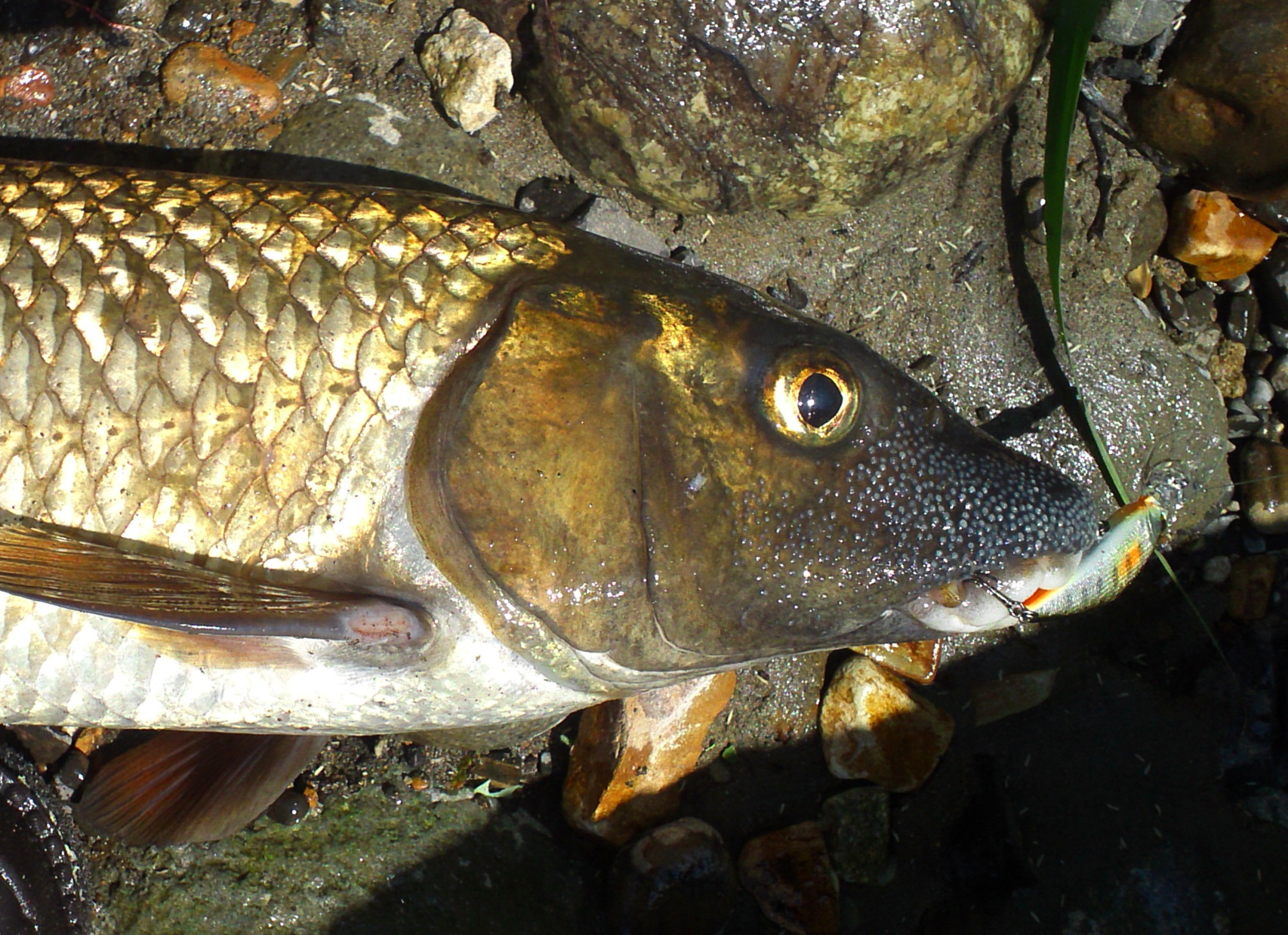
追星が出現したニゴイ

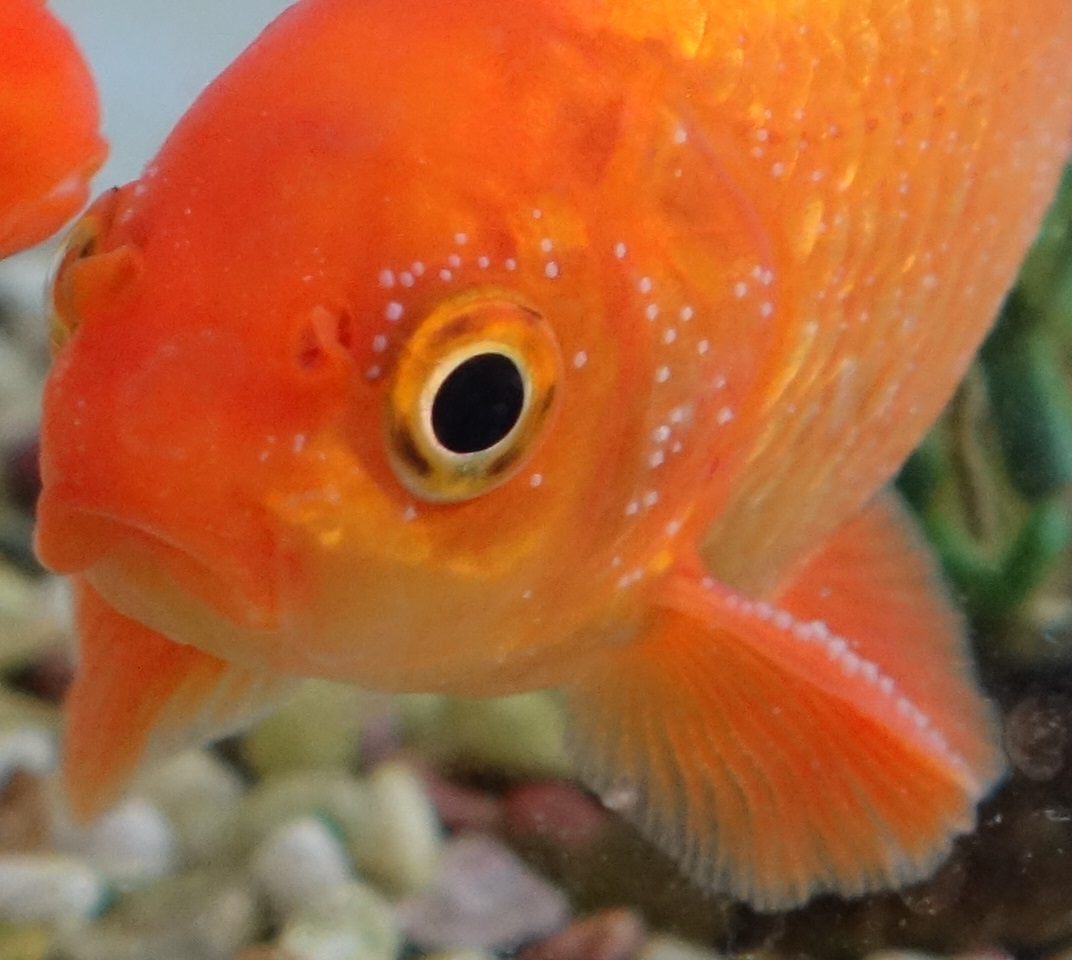
追星が出現したワキンの雄。胸ビレ前縁とエラブタ、目の周りに出現している白いポツポツが追星

追星（おいぼし）は、産卵期の雄の魚体に現れる白色の瘤状小突起物。皮細胞が異常に肥大・増成した二次性徴であり、性ホルモンの分泌によって促進される。雌雄の区別がしやすい部分の一つ。見られる場所は、頭部、背、胸鰭、尻鰭など様々。追星のうち、表面が角質層で覆われたものを真珠器又は繁殖粒と呼ばれ、瘤状突起の中心に硬い骨質物を備えたものを接触器という。
追い星の機能は種類によって異なる。産卵のために、巣やテリトリーをつくるものでは、侵入者に体をぶつけ、追い星で傷を与えて追いやる効果がある。また、雄が雌を突いて性的刺激を大きくする。
追星と白点病によって生じる白い斑点は鑑別が必要である（よく似ている）。金魚の場合、追星が出る場所は産卵期のオスの胸ヒレ前縁とエラブタなど頭部で、尾ヒレや体には追星は出ない。